# Centar za svemirsku i inovativnu tehnologiju Sisak
Centar za svemirsku i inovativnu tehnologiju Sisak je budući kampus i znanstveni program petorice hrvatskih znanstvenika koji planiraju pružanje stručnu pomoć u provođenju aktivnosti vezanih za svemirsku i inovativnu tehnologiju, razvijati nove inovativne proizvode za svemirsku industriju, podupirati inovativne projekte učenika i studenata Sisačko-moslavačke županije, ali i biti podrška europskoj svemirskoj industriji u suradnji s različitim institucijama i agencijama te razvijati akademske ideje u konkretne proizvode i nuditi ih globalnim tvrtkama.
Prvi veliki projekt Centra će biti razvoj zaštite od svemirskog zračenja. 
Osim mladih znanstvenika koji čekaju da se prihvate ozbiljnog posla, za projekt centra ključan je bio i idejni začetnik, Stevče Arsoski, profesor koji radi u Tehničkoj školi Sisak i pokretač je utrke solarnih automobila SOELA, Arsoski je rekao kako za svemirski centar u Sisku traje od 2016.

## Odluka
Odlučeno je, 16. svibnja 2019. na Županijskoj skupštini Sisačko-moslavačke županije koja je prihvatila prijedlog Odluke o osnivanju Centra za svemirsku i inovativnu tehnologiju. Ideju je predložio HDZ-ov župan Ivan Žinić, a Centar bi, kako se navodi, trebao služiti kao podrška svemirskoj industriji.

## O projektu
Opisana je i planirana djelatnost ustanove.
- stručna pomoć u provođenju aktivnosti usmjerenih na ispunjenje obveza koje nalažu zakoni i norme EU i RH u svezi sa svemirskom i inovativnom tehnologijom.
- razvoj novih inovativnih proizvoda za svemirsku industriju do razine patenta ili predindustrijsku proizvodnju.
- razvoj i stručna potpora inovativnim projektima učenika i studenata
- predstavljanje novih tehnoloških rezultata Ustanove na stručnim konferencijama,
- pružanje pravne pomoći u pripremi i provedbi EU projekata s područja razvoja svemirske i inovativne tehnologije,
.
Zasad rade u prostorima Metalurškog fakulteta u Sisku, a tamo će i ostati sve dok se ne otvori svemirski centar, čija je gradnja predviđena na prostoru bivše vojarne u Lađarskoj. Trebalo bi se trebalo dogoditi 2021. s investicijom od 20 milijuna kuna iz fondova Europske unije.